# Jan Lever (verzetsstrijder)

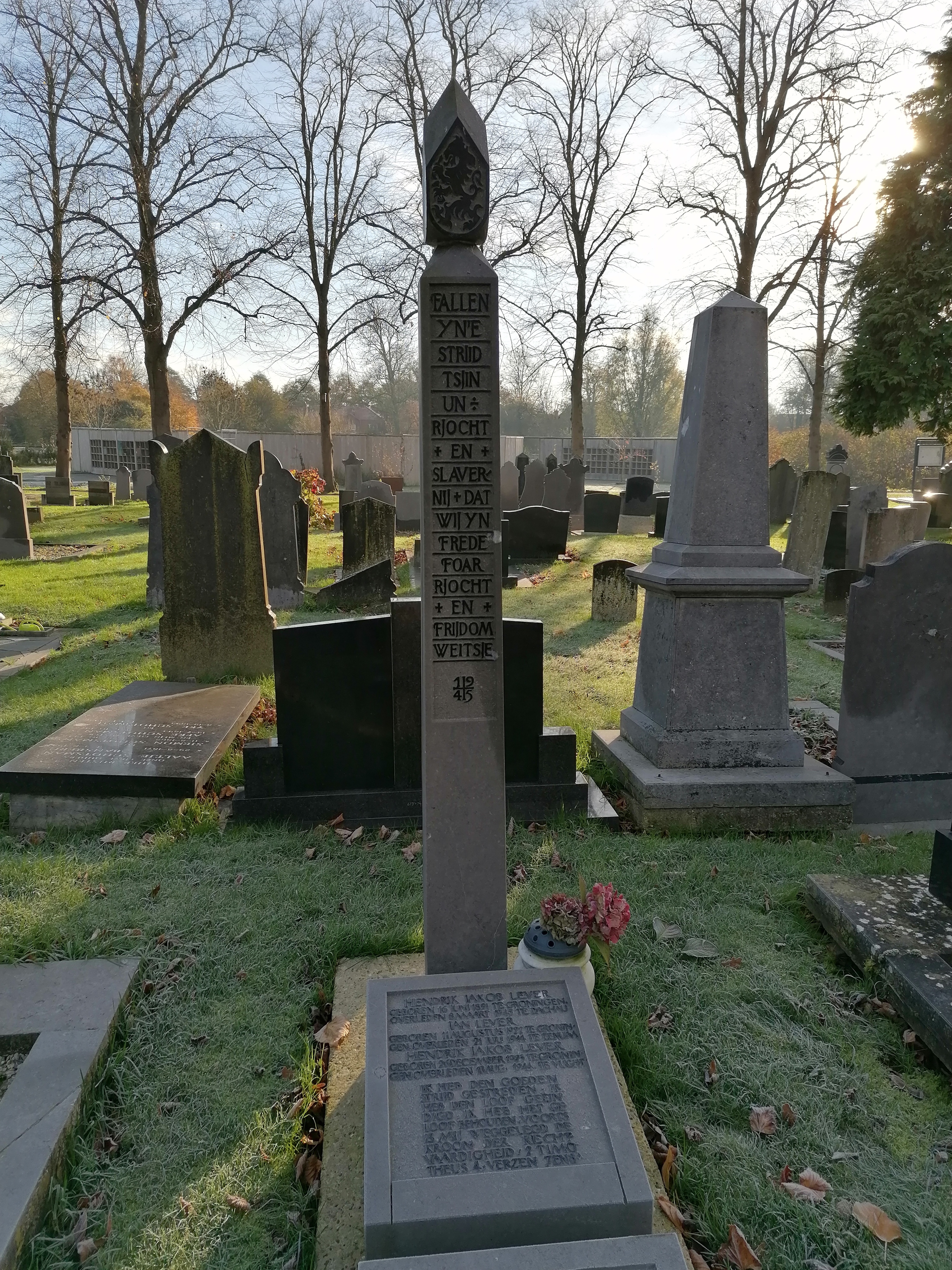
Het herdenkingsmonument voor de familie Lever is opgetrokken op het graf van Jan Lever op de Algemene Begraafplaats in Sneek.

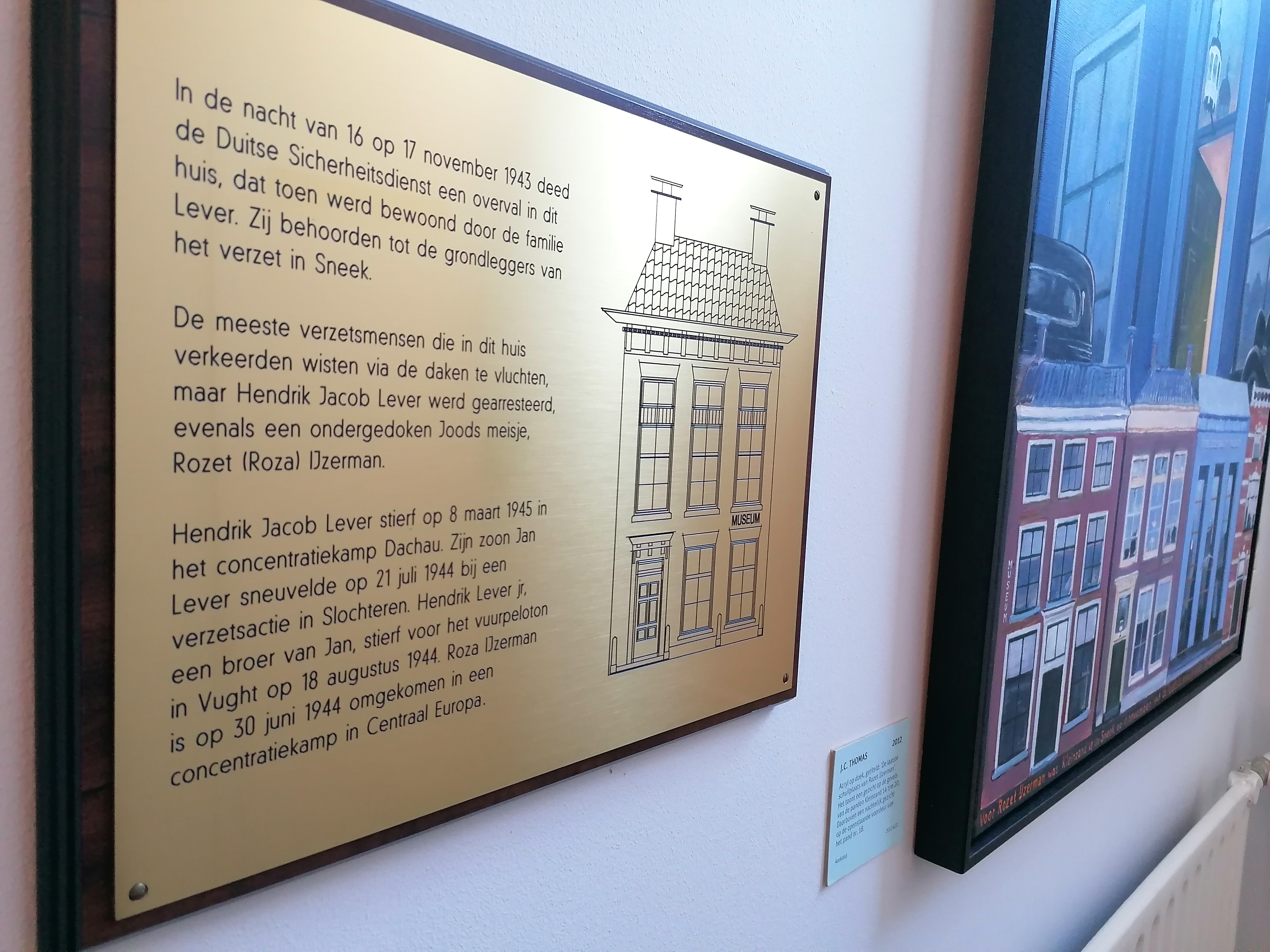
De herinneringsplaquette voor de familie Lever in het Fries Scheepvaartmuseum in Sneek.

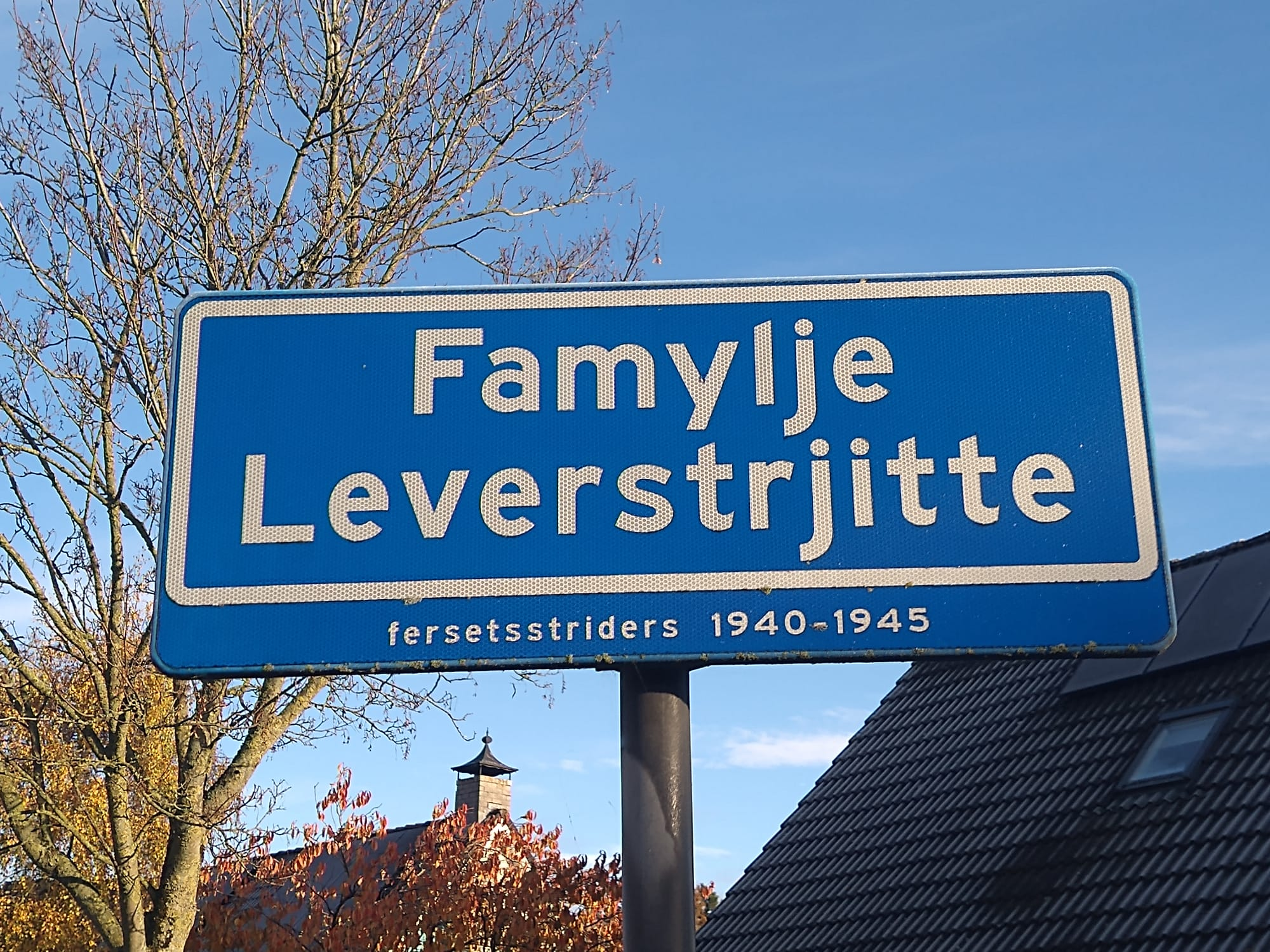
De Famylje Leverstrjitte in Sneek.

Jan Lever (Groningen, 11 augustus 1922 - Eenum, 21 juli 1944) was een Nederlands verzetsstrijder ten tijde van de Tweede Wereldoorlog.
Als zoon van Hendrik Lever, boekhandelaar, verhuisde Jan in 1931 met zijn ouders, opa en broer Henk en zus Meta naar Sneek. Hier betrokken ze een woning aan het Kleinzand. Jan Lever werkte in de winkel van Willem Santema en ging later aan de slag als directeur bij de radiocentrale in Sneek.
Lever was tijdens de Tweede Wereldoorlog lid van de Groep Lever, die onder meer verantwoordelijk was voor de verspreiding van illegale bladen als Vrij Nederland en Trouw. Tijdens de Tweede Wereldoorlog gebruikte hij de schuilnamen Jan de Boer en Friese Jan.
In 1942 werd Jan samen met zijn vader en broer gearresteerd door de Duitsers. Na een maand gevangenisstraf in de Amsterdamse Euterpestraat kwamen ze vrij.
Als directeur van de Radiocentrale reisde Jan Lever het hele land door en hield op deze manier contact met het verzet in andere delen van Nederland. Na de april-meistaking worden radio's verboden. De Groep stichtte de verzetskrant BBC-Nieuws om op deze manier de mensen toch van nieuws te blijven voorzien.
Jan Lever was na een inval van de Sicherheitsdienst in zijn ouderlijk huis, dat dienstdeed als hoofdkwartier van de Groep Lever, gevlucht naar Drachten. Hier was de bezetter hem echter op het spoor gekomen en Lever vluchtte door naar Groningen.
In Groningen sloot Lever zich aan bij de Knokploeg Slochteren. Op 21 juli 1944 was hij als lid van deze groep, samen met Henk de Haan en Kornelis Roeters, betrokken bij een overval op het distributiekantoor van Slochteren. De ambtenaren en bezoekers van dit pand werden opgesloten, maar een van hen had een reservesleutel. Deze persoon ontsnapte en alarmeerde de Duitse instanties.
Tijdens de vlucht uit het distributiekantoor ontstond een vuurgevecht met de bezetters nabij de boerderij van Jan Molenkamp in Eenum. Hierbij is Jan Lever op 21-jarige leeftijd om het leven gekomen. Ook De Haan kwam hierbij om het leven, Roeters overleed in concentratiekamp Sachsenhausen.
In Sneek is op de Algemene Begraafplaats een herdenkingsmonument voor de familie Lever gesticht op het graf van Jan Lever. In de Zuiderkerk en in hun voormalige woonhuis aan het Kleinzand, nu onderdeel van het Fries Scheepvaartmuseum, hangt een herinneringsplaquette. Daarnaast is de Famylje Leverstrjitte naar de familie vernoemd.